# 谢丽尔·庞德尔
谢丽尔·庞德尔（英語：Cheryl Pounder，1976年6月21日—），加拿大女子冰球运动员。她曾代表加拿大国家队参加2002年和2006年冬季奥林匹克运动会冰球比赛，获得二枚金牌。